# Wszemiła
Wszemiła – staropolskie imię żeńskie, złożone z członu Wsze- ("wszystek, każdy, zawsze") w różnych wersjach nagłosowych, oraz członu -miła ("miła"). Znaczenie imienia: "wszystkim miła", "lubiana przez wszystkich".
Wszemiła imieniny obchodzi 22 listopada.